# 제125차 국제 올림픽 위원회 총회

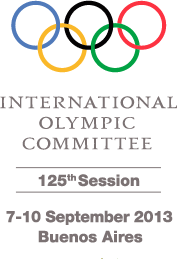
125차 IOC 총회 공식 배너

125차 IOC 총회는 아르헨티나의 부에노스 아이레스에 위치한 힐튼 호텔에서 2013년 9월 7일부터 10일까지 나흘간 개최되었다. 국제 올림픽 위원회는 9월 7일 2020년 하계 올림픽 개최지로 도쿄를 선정했다. 레슬링은 2020년과 2024년 하계 올림픽의 정식 종목으로 재채택되었으며 토마스 바흐가 8년 임기(한 차례에 한해 4년 중임 가능)의 국제 올림픽 위원회 위원장으로 뽑혔다.

## 총회 개최지 선정

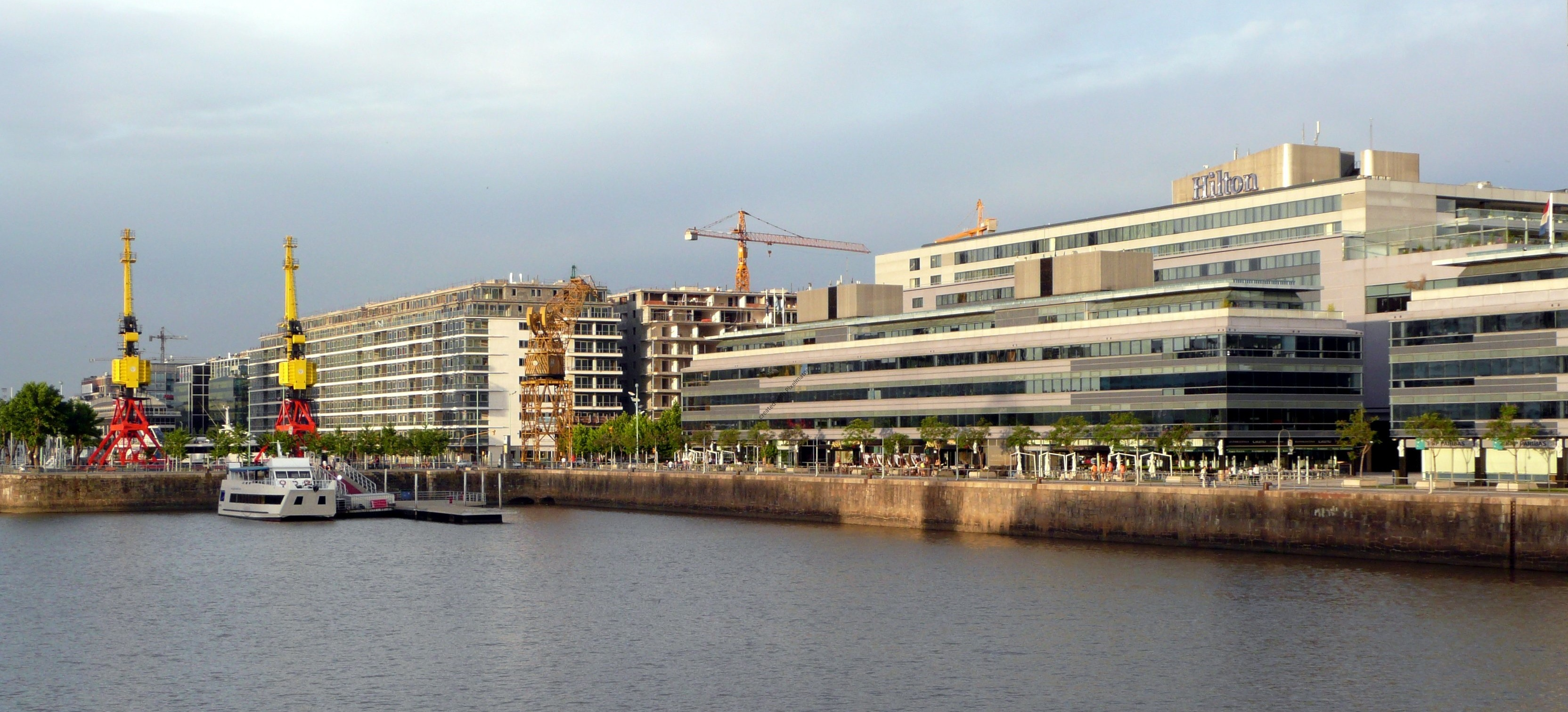
총회가 열린 부에노스 아이레스 힐튼 호텔

부에노스 아이레스와 콸라룸푸르, 두 도시가 125차 총회 유치 제안서를 IOC에 제출했다. 밴쿠버에서 2010년 동계 올림픽 시작 전에 열린 122차 총회에서 아르헨티나의 수도인 부에노스 아이레스가 총회 개최지로 선정되었다.

## 2020년 하계 올림픽 개최지 선정
IOC 위원들은 2020년 올림픽 개최 도시를 2013년 9월 7일에 뽑았다. 후보 도시는 도쿄, 이스탄불, 마드리드였다. 투표 전에 세 후보 도시가 각축을 벌일 것으로 예상되었다. 도쿄가 2020년 하계 올림픽 개최 도시로 선정되었다.
선정 과정은 다음과 같다.
| 2020년 하계 올림픽 후보 도시 투표 | 2020년 하계 올림픽 후보 도시 투표 | 2020년 하계 올림픽 후보 도시 투표 | 2020년 하계 올림픽 후보 도시 투표 | 2020년 하계 올림픽 후보 도시 투표 | 2020년 하계 올림픽 후보 도시 투표 |
| --------------------------------- | --------------------------------- | --------------------------------- | --------------------------------- | --------------------------------- | --------------------------------- |
| 후보 도시                         | NOC                               | 1차 투표                          | 재투표                            | 2차 투표                          |                                   |
| 도쿄                              | 일본                              | 42                                | —                                 | 60                                |                                   |
| 이스탄불                          | 튀르키예                          | 26                                | 49                                | 36                                |                                   |
| 마드리드                          | 스페인                            | 26                                | 45                                | —                                 |                                   |

다음 IOC 위원은 후보 도시가 속한 국가의 국적을 소유하고 있으므로 투표에 참가할 수 없었다.
| 2020년 올림픽 개최 도시 선정에 투표 불가능한 IOC 위원 (6)                                               | 2020년 올림픽 개최 도시 선정에 투표 불가능한 IOC 위원 (6)        |
| 후보 도시가 속한 국가의 IOC 위원 (5)                                                                    | 그 외 (1)                                                        |
| --- | ---------------------------------------------------------------- |
| - 다케다 츠네카즈 - 후안 안토니오 사마란치 살리사츠스 - 마리솔 카사도 - 호세 페루레나 - 우르 에르데네르 | - 자크 로게 (IOC 위원장 - 관례상 개최지 선정 때 투표하지 않는다) |

마드리드가 탈락한 후 3명의 스페인 국적의 IOC 위원은 최종 투표에 참가할 수 있었다.

## IOC 위원장 선거
2013년 9월 10일에 독일의 토마스 바흐가 5명의 다른 후보들을 제치고 3차 투표만에 자크 로게의 뒤를 잇는 IOC 위원장으로 선정되었다. 선거 결과는 다음과 같다.
| 후보자          | 1차 투표 | 재투표 | 2차 투표 |
| 토마스 바흐     | 43       | —      | 49       |
| 세르게이 부브카 | 8        | —      | 4        |
| 리처드 캐리언   | 23       | —      | 29       |
| 세르미앙 응     | 6        | 56     | 6        |
| 데니스 오스왈드 | 7        | —      | 5        |
| 우칭궈          | 6        | 36     | —        |

## 새로운 IOC 위원 선정
9월 10일에 9명이 IOC 위원으로 새로 뽑혔다.
- 베르나르드 라즈만
- 다그마위트 지르매이 베르하네
- 폴 터갓
- 카미엘 율링스
- 미카엘라 마리아 안토니아 코주앙코 야보르스키
- 옥타비안 모라리우
- 알렉산데르 주코프
- 스테판 홀름
- 래리 프롭스트

## 올림픽 훈장 금장
네덜란드의 빌렘-알렉산더 왕은 네덜란드 국내 문제에 초점을 맞추기 위해 위원직을 사퇴한 후인 9월 8일, 가장 높은 올림픽 훈장을 수여받았다.

## 새로운 정식 종목
IOC는 2013년 5월 29일 2020년 하계 올림픽과 2024년 하계 올림픽 정식 종목에 들어갈 후보 종목이 레슬링, 스쿼시, 야구/소프트볼이라고 발표했다.
2013년 9월 8일에 시행한 투표 결과는 다음과 같다.
| 경기 종목     | 1차 투표 |
| 레슬링        | 49       |
| 야구/소프트볼 | 24       |
| 스쿼시        | 22       |

### 레슬링
레슬링은 공식적으로 177개국에서 널리 시행되고 있으며 몇몇 국가는 이 종목에서만 출전권을 획득하기도 한다. 레슬링은 본래 2020년 정식 종목에서 탈락했다. 그러나 레슬링은 정식 종목으로 다시 뽑힐 기회를 얻었다. 레슬링은 기원전 708년에 열린 고대 올림픽 때 처음 소개되었으며 고대 올림픽이 폐지되는 기원후 323년까지 계속 열렸다. 하계 올림픽에서 레슬링은 파리에서 개최된 1900년 대회를 제외하면 아테네에서 개최한 1896년 하계 올림픽 이후로 근대 올림픽에서 계속해서 올림픽 정식 종목이었다.
레슬링은 국제 레슬링 연맹이 주관한다.

### 야구/소프트볼
야구는 세인트 루이스에서 개최한 1904년 하계 올림픽에서 시범 종목으로서 처음 올림픽에서 행해졌다. 그 후로 야구는 1912년, 1936년, 1956년, 1964년, 1984년, 1988년 대회에서 시범 종목으로 포함되었다. 바르셀로나에서 열린 1992년 하계 올림픽에서 야구는 처음으로 공식 종목이 되었다. 그 후 베이징에서 열린 2008년 하계 올림픽까지 계속해서 하계 올림픽 정식 종목이었다.
소프트볼은 1996년부터 2008년까지 정식 종목이었다.
야구를 주관하는 국제 야구 연맹과 소프트볼을 주관하는 국제 소프트볼 연맹은 2013년에 세계 야구 소프트볼 총연맹으로 통합되었다. 야구와 소프트볼은 올림픽 종목에 단일 종목으로 포함될 수 있었다.

### 스쿼시
스쿼시는 여러 국제 경기에서 정식 종목이다. 스쿼시는 185개국 이상의 국가의 수백만명이 즐기는 운동 경기이다. 1995년부터는 팬아메리칸 게임의 정식 종목이 되었으며 올아프리카 게임에서는 2003년부터 정식종목이 되었다. 아시안 게임과 커먼웰스 게임에서는 1998년부터 정식종목이 되었다.
스쿼시는 세계 스쿼시 연맹이 주관한다.

## 같이 보기
- IOC 총회
- 제121차 국제 올림픽 위원회 총회
- 제123차 국제 올림픽 위원회 총회
- 제127차 국제 올림픽 위원회 총회
- 2018년 하계 청소년 올림픽